# Jean Guiton
Pour les articles homonymes, voir Guiton.
Ne doit pas être confondu avec Jean Guitton.
Jean Guiton, né le 2 juillet 1585 à La Rochelle, baptisé au temple Saint-Yon, et mort le 15 mars 1654, sieur de Repose-Pucelle, est un armateur, amiral et homme politique français. Il exerce la profession d’armateur, puis devint maire de La Rochelle. Tout comme de nombreux notables rochelais, Jean Guiton – huguenot – est l'une des figures du protestantisme du XVIIe siècle.

## Biographie
Appartenant à une famille de marchands rochelais convertis au protestantisme, celle-ci donna plusieurs maires à la commune :
- Jacques Guiton[1], élu en 1575. Il était le grand-père paternel de Jean Guiton.
- Jacques le jeune Guiton[2], élu en 1586. Il était  l'oncle de Jean Guiton.
- Jehan Guiton[2], élu en 1587. Seigneur de l'Houmeau, il est le père de Jean Guiton.
- Jean Guiton, 1628

Jean Guiton est également le petit-neveu de Jacques Henry, maire du siège de 1573.
Jean se forme au métier d'armateur en visitant les comptoirs rochelais de 1600 à 1610. En 1610, il épouse Marguerite Prévost, fille de François Prévost, sieur de La Vallée, maire de 1609. Elle lui donne cinq filles. Elle mourut neuf ans plus tard. L'année suivante, il se marie avec Judith David, fille du maire de 1584. Ce maire, Yves David, était le propriétaire de "Repose Pucelle" à La Jarne, domaine transmis à son gendre.
Jean Guiton est nommé, le 5 septembre 1621, amiral de la flotte rochelaise. Lors du Blocus de La Rochelle, épisode précédent le Grand Siège, Jean Guiton attaque, le 6 novembre 1621, la ville de Brouage, où étaient stationnés vingt-cinq navires du roi, et il bloqua l'entrée du port en y coulant des navires. Mais en octobre 1622, la flotte rochelaise est défaite à la bataille navale de Saint-Martin-de-Ré.
Lors du siège de La Rochelle, il devient maire de cette ville, le 2 mai 1628. En acceptant la charge, il déclara : « qu'il percerait le cœur du premier qui parlerait de se rendre ». Sur ces mots, il aurait brandi son poignard et d'un coup, aurait fait sauter un éclat de marbre de sa table. On racontait que la trace du coup de poignard était encore visible sur table qui se trouve dans le cabinet dit « de Jean Guiton », à l'hôtel de ville de La Rochelle. Toutefois, en 2014, lors de la restauration des meubles qui composent ce cabinet, il est apparu que le fauteuil, bien que protégé au titre des Monuments historiques, datait en réalité de la seconde moitié du XVIIe siècle, et la fameuse table aussi. 
Il oppose une résistance énergique sinon héroïque aux troupes de Louis XIII jusqu’à la capitulation de la ville le 30 octobre 1628, après laquelle il doit s’exiler à Londres.

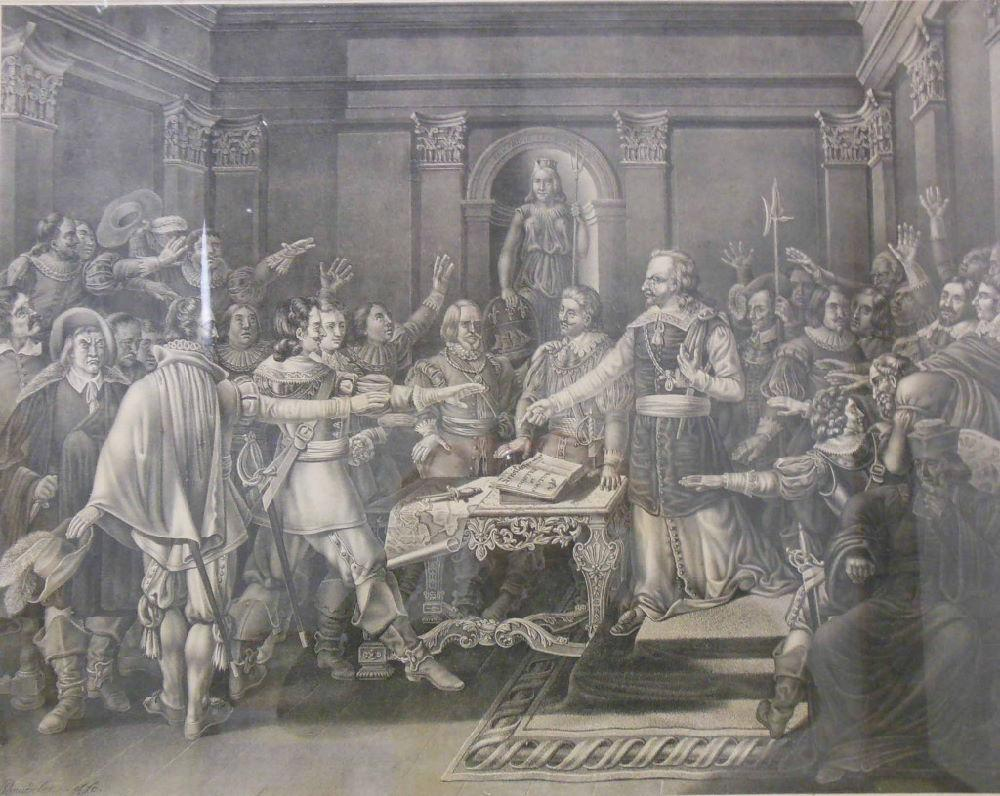
Jean Guiton à l'Hôtel de Ville de La Rochelle, jurant de défendre la ville jusqu'à la mort.
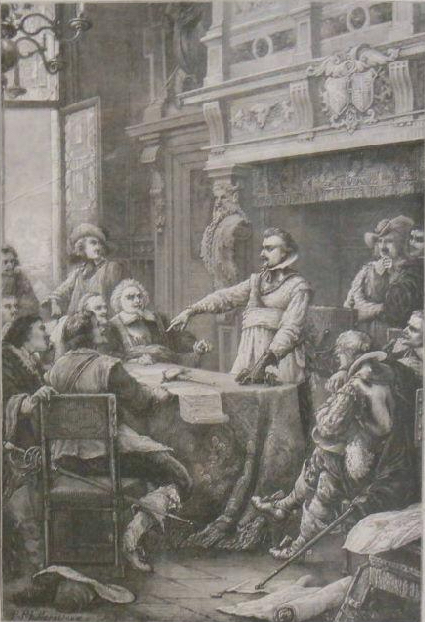
Le serment de Jean Guiton
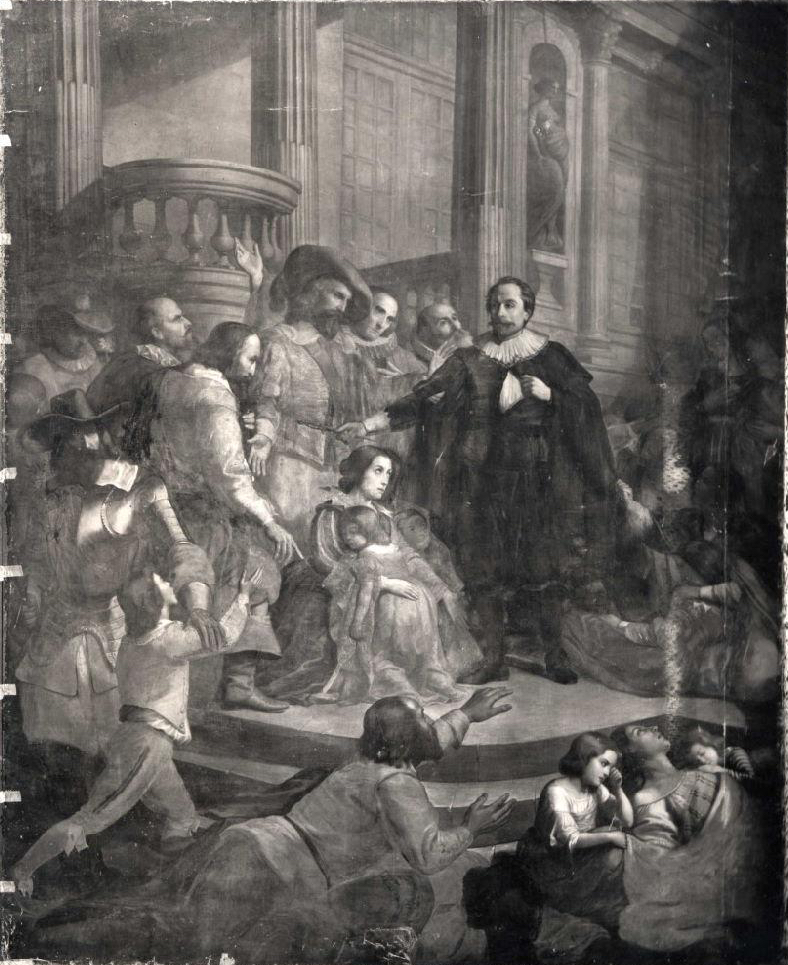
Le maire Jean Guiton sur les marches de l'Hôtel de Ville exhorte ses concitoyens à ne pas se rendre

De retour de Londres en 1635, Richelieu lui donna un commandement dans la flotte royale en lui conférant le titre de capitaine d'un des vaisseaux du roi et il combat les Espagnols. Le 22 août 1638, il est à la Bataille de Getaria au commandement du brûlot Le Turc, de 100 hommes d'équipage. 
À la mort de sa deuxième épouse, qui ne lui donna aucun enfant, il se maria en 1641, avec Julie Bizet.

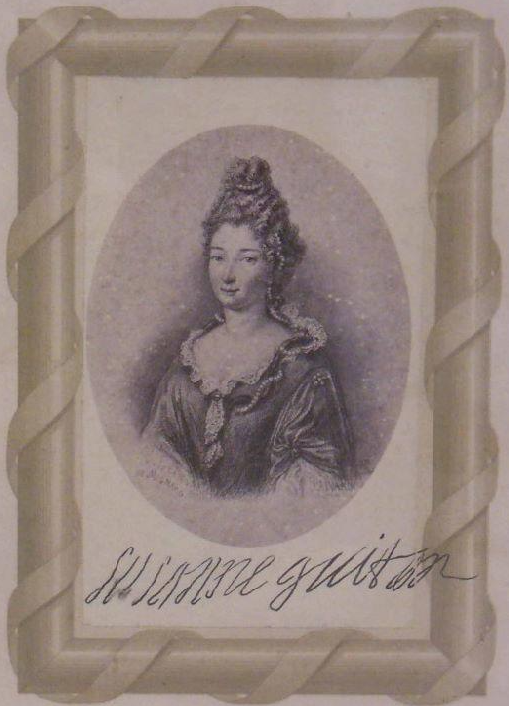
Portrait de sa fille Suzanne Guiton-Duquesne.

En 1647, sa fille Suzanne épousa Jacob Duquesne, frères cadet du célèbre Abraham Duquesne. Jean Guiton sera ainsi le grand-père d'Abraham Duquesne-Guitton. L'historien Michel Vergé-Franceschi donne également sa fille Esther comme première épouse de Job Forant.
Après une existence tourmentée, Guiton s'éteint dans son domaine de Repose Pucelle (actuelle commune de La Jarne) et le registre des décès des protestants porte cette simple mention : « 15 mars 1654. Jehan Guiton escuyer, sieur de Repose-Pucelle, âge de 69 ans ou environ, a été enterré ». Son inhumation eut lieu dans un petit cimetière situé près du rempart du front ouest de la ville, à côté de l’endroit où fut ouverte, au XIXe siècle, la large voie qui mène au port de la Pallice.
Par une heureuse coïncidence, c’est presque sur le lieu même de sa sépulture que passe l'avenue qui porte son nom.

## Postérité
Jean Guiton a laissé son nom à :

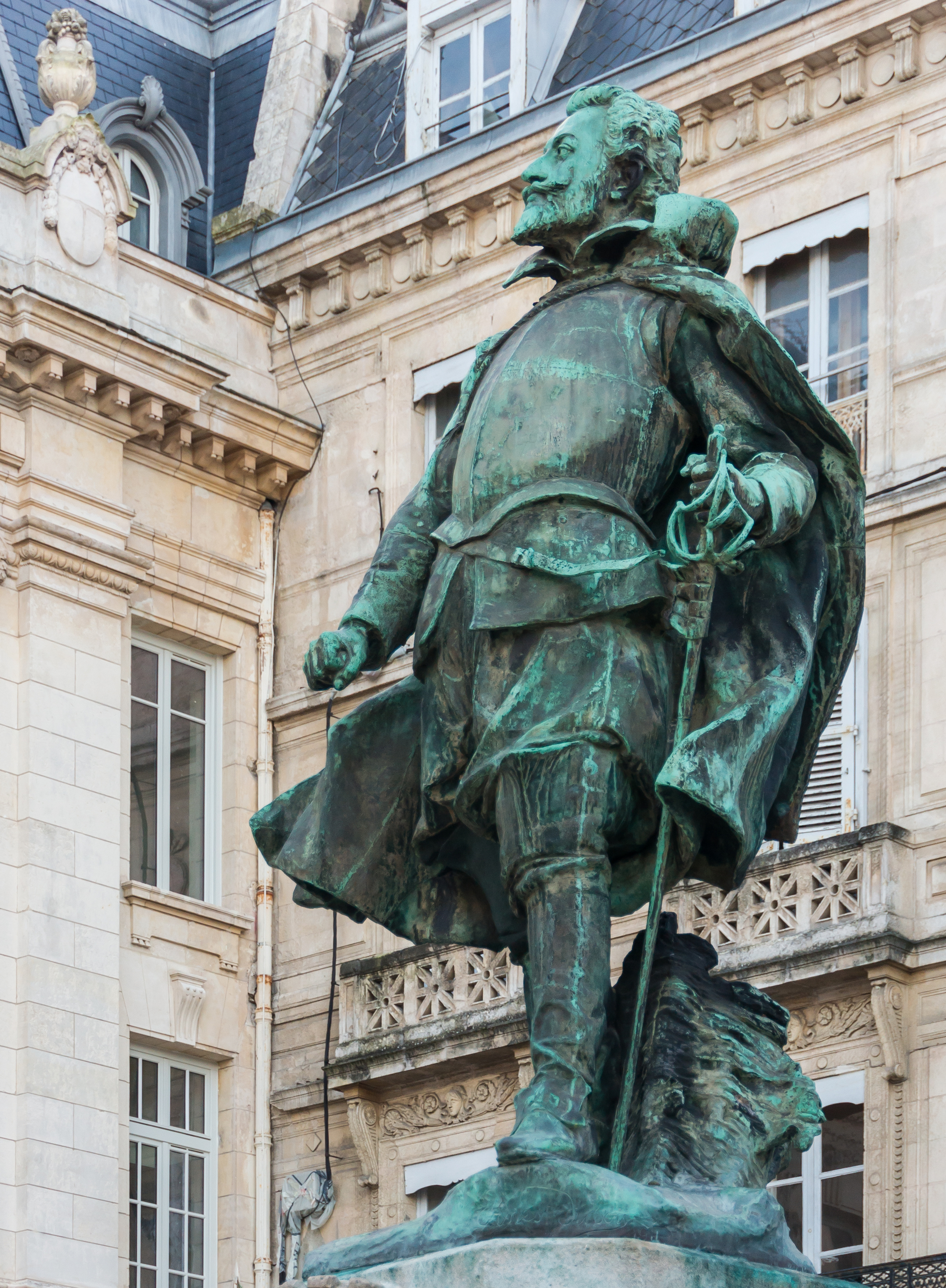
Statue de Jean Guiton sur la place de l'Hôtel de ville de La Rochelle par Ernest Henri Dubois (1863 - 1930).

- Un navire d’armement Delmas qui commence ses traversées entre La Rochelle et l’île de Ré. Quelques caractéristiques de ce  navire à coque de fer :
  - capacité : 300 passagers
  - longueur : 30m
  - fret : 25 tonnes de marchandises
  - puissance : 100cv
  - jauge : 59 tonneaux
- La plus longue avenue de La Rochelle
- Un collège à Lagord
- Une statue située sur la place de l’hôtel de ville de La Rochelle.